# Hidrocortizon
Hidrocortizonul este numele hormonului cortizol atunci când este administrat ca medicament. Printre afecțiunile în care este utilizat se numără insuficiența suprarenală, sindromul adrenogenital, un nivel ridicat de calciu din sânge, tiroidita, artrita reumatoidă, dermatita, astmul bronșic și BPOC. Acesta este tratamentul preferat pentru insuficiență adrenocorticală. Poate fi administrat pe cale orală, local sau prin injectare. Oprirea tratamentului după utilizarea pe termen lung trebui să fie făcută gradual.
Printre efectele secundare se numără modificări ale dispoziției, risc crescut de infecție și edem. Efectele secundare după utilizarea pe termen lung includ osteoporoză, dureri abdominale, slăbiciune fizică, vânătăi produse ușor și candidoză. Nu se știe dacă utilizarea în timpul sarcinii este sigură. Hidrocortizonul este un glucocorticoid și funcționează ca un antiinflamator și prin suprimarea sistemului imunitar.
Hidrocortizonul fost brevetat în anul 1936 și aprobat pentru uz medical în 1941. Se află pe Lista medicamentelor esențiale ale Organizației Mondiale a Sănătății, cele mai sigure și cele mai eficiente medicamente necesare într-un sistem de sănătate. Este disponibil sub formă de medicamente generice. În 2014, costul en gros în lumea în curs de dezvoltare era de aproximativ 0,27 de dolari americani pe zi pentru forma administrată oral. În Statele Unite, un tratament tipic lunar costă sub 25 de dolari. În 2016, a fost al 143-lea cel mai prescris medicament din Statele Unite, cu peste 4 milioane de rețete.

## Farmacologie

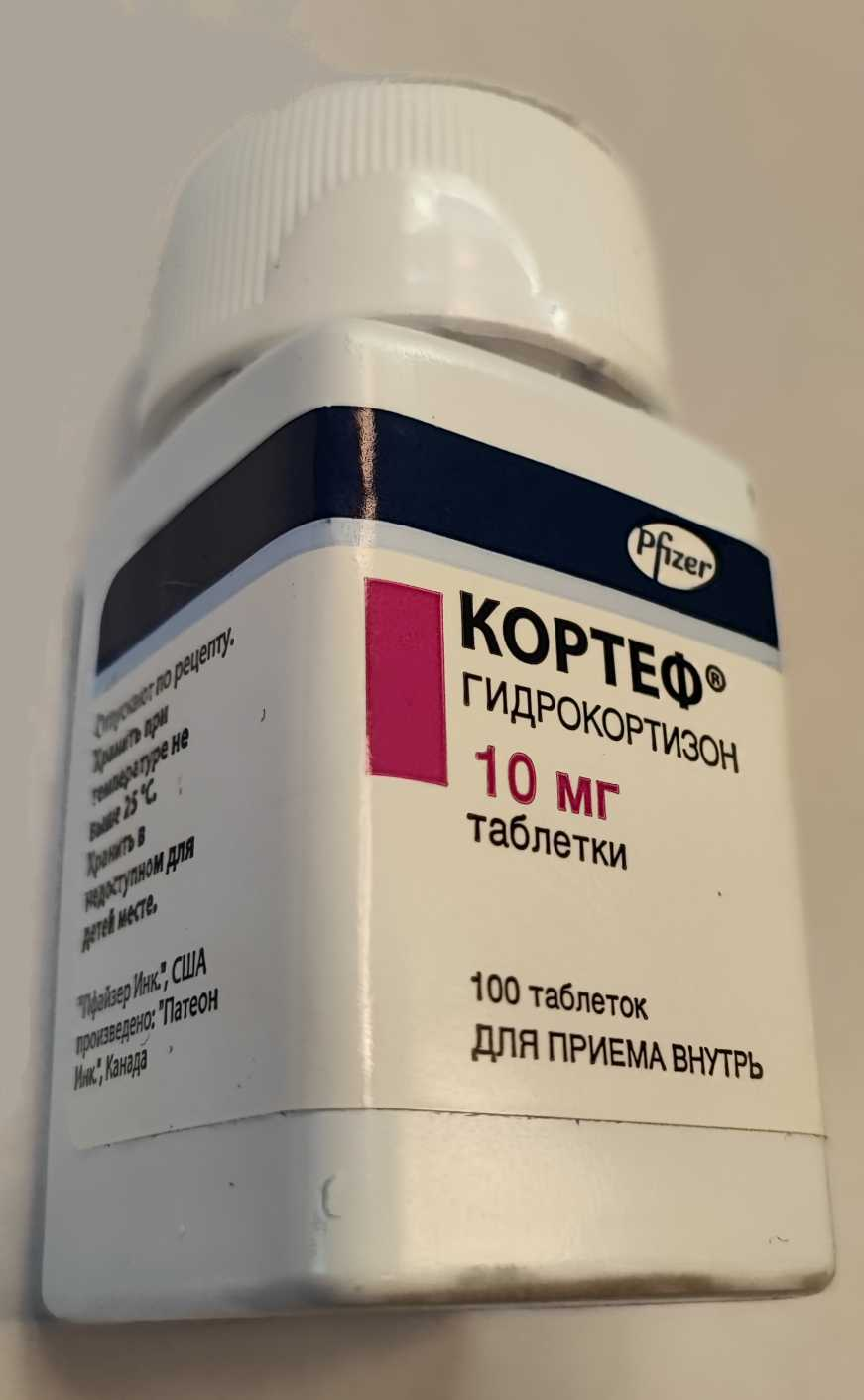
Un borcan de pastile hidrocortizon 10 mg (în limba rusă)

Hidrocortizonul este un termen farmaceutic pentru cortizolul utilizat în administrarea orală, injecții intravenoase sau aplicarea topică. Acesta este utilizat ca medicament imunosupresor, care se administrează prin injectare în tratamentul reacțiilor alergice severe, precum anafilaxia și angioedemul, în loc de prednisolon la pacienții care au nevoie de tratament cu steroizi, dar se află în imposibilitatea de a lua medicamente pe cale orală, și perioperativ la pacienții sub tratament cu steroizi pe termen lung pentru a preveni o criză suprarenală. Acesta poate fi, de asemenea, injectate în articulații inflamate care rezultă din boli precum guta.

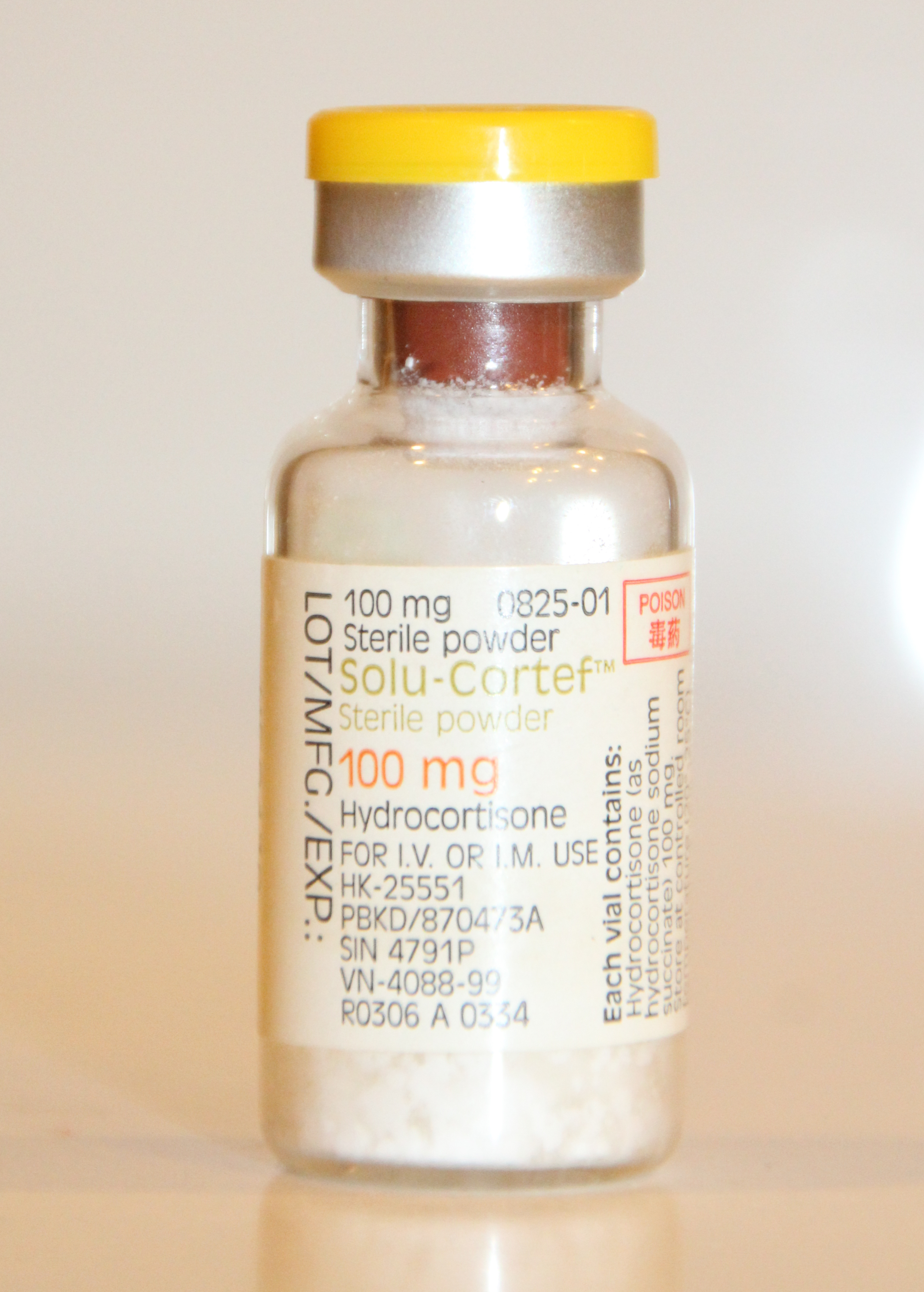
Cortizol injectabil

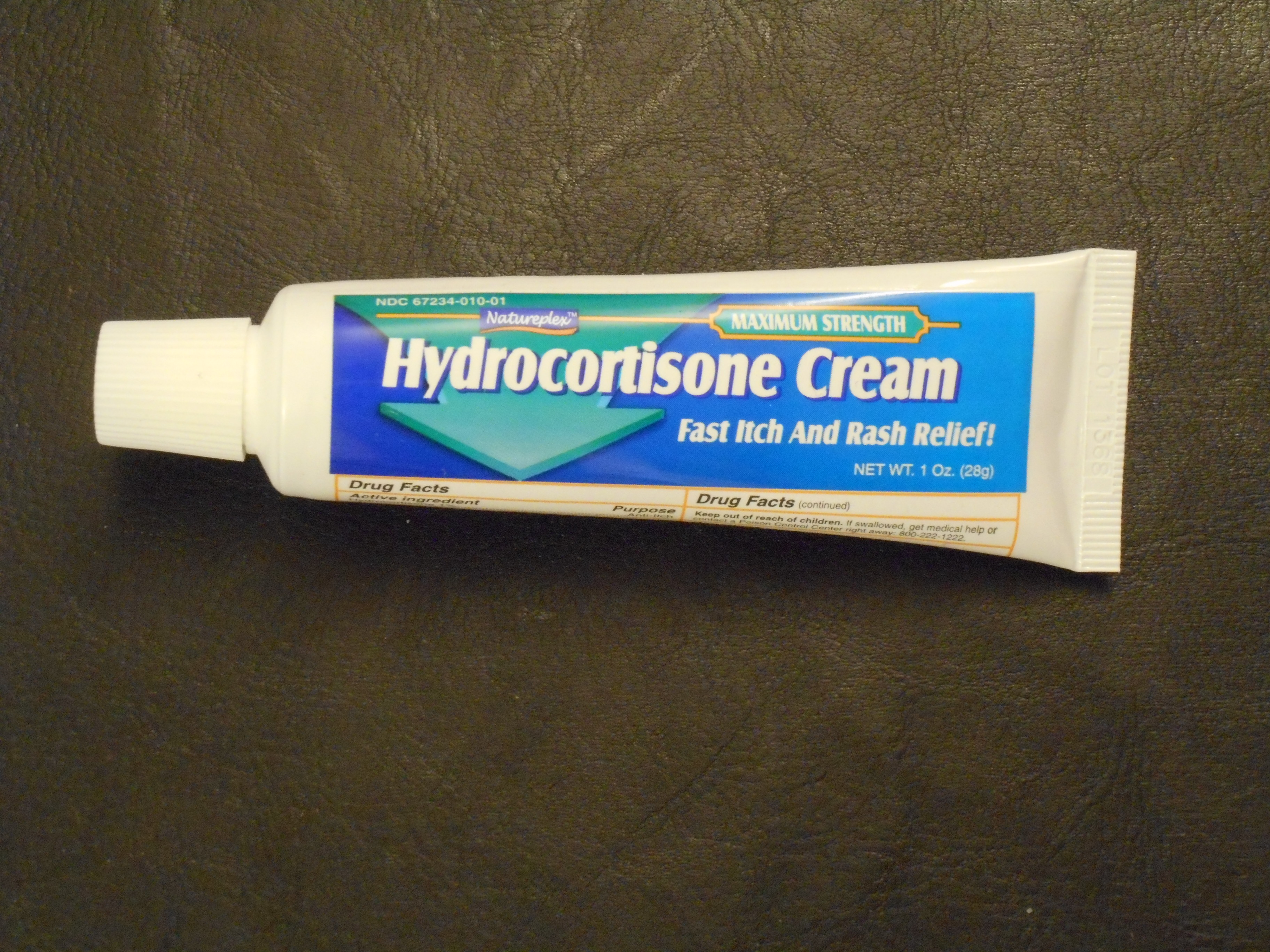
Un tub de cremă cu hidrocortizon, achiziționat fără rețetă

Comparativ cu hidrocortizonul, prednisolonul este de aproximativ patru ori mai puternic și dexametazona de aproximativ patruzeci de ori mai puternică ca efect antiinflamator. Prednisolonul poate fi de asemenea folosit ca înlocuitor de cortizol. Atunci când este folosit drept la doze de substitut (în loc de doze anti-inflamatorii), prednisolonul este de aproximativ opt ori mai puternic decât cortizolul. Pentru efecte secundare, vezi corticosteroizi și prednisolon.
Acesta poate fi utilizat topic pentru erupții alergice, eczeme, psoriazis, mâncărimi și alte afecțiuni inflamatorii ale pielii. Cremele și unguentele cu hidrocortizon sunt disponibile în cele mai multe țări fără prescripție medicală în concentrații variind de la 0,05% la 2,5% (în funcție de reglementările locale), cu forme mai puternice disponibile doar pe bază de prescripție medicală. Dacă pielea este acoperită după aplicare, se crește nivelul de absorbție și efectul medicamentului. Deși această metodă este uneori prescrisă, în general ar trebui să fie evitată pentru a preveni supradozajul și impactul sistemic.

### Legare de proteine și farmacodinamică
O mare parte a cortizolului seric (cu excepția a aproximativ 4%) este legat de proteine, printre care globulina de legare a corticosteroizilor (CBG) și albumina serică. Cortizolul liber trece cu ușurință prin membranele celulare, unde se leagă de receptorii de cortizol intracelulari.

## Chimie
Hidrocortizonul, cunoscut și sub numele de 11β,17α,21-trihidroxipregn-4-eno-3,20-dionă, este un steroid pregnan care apare în natură.